# ちょぼ焼き

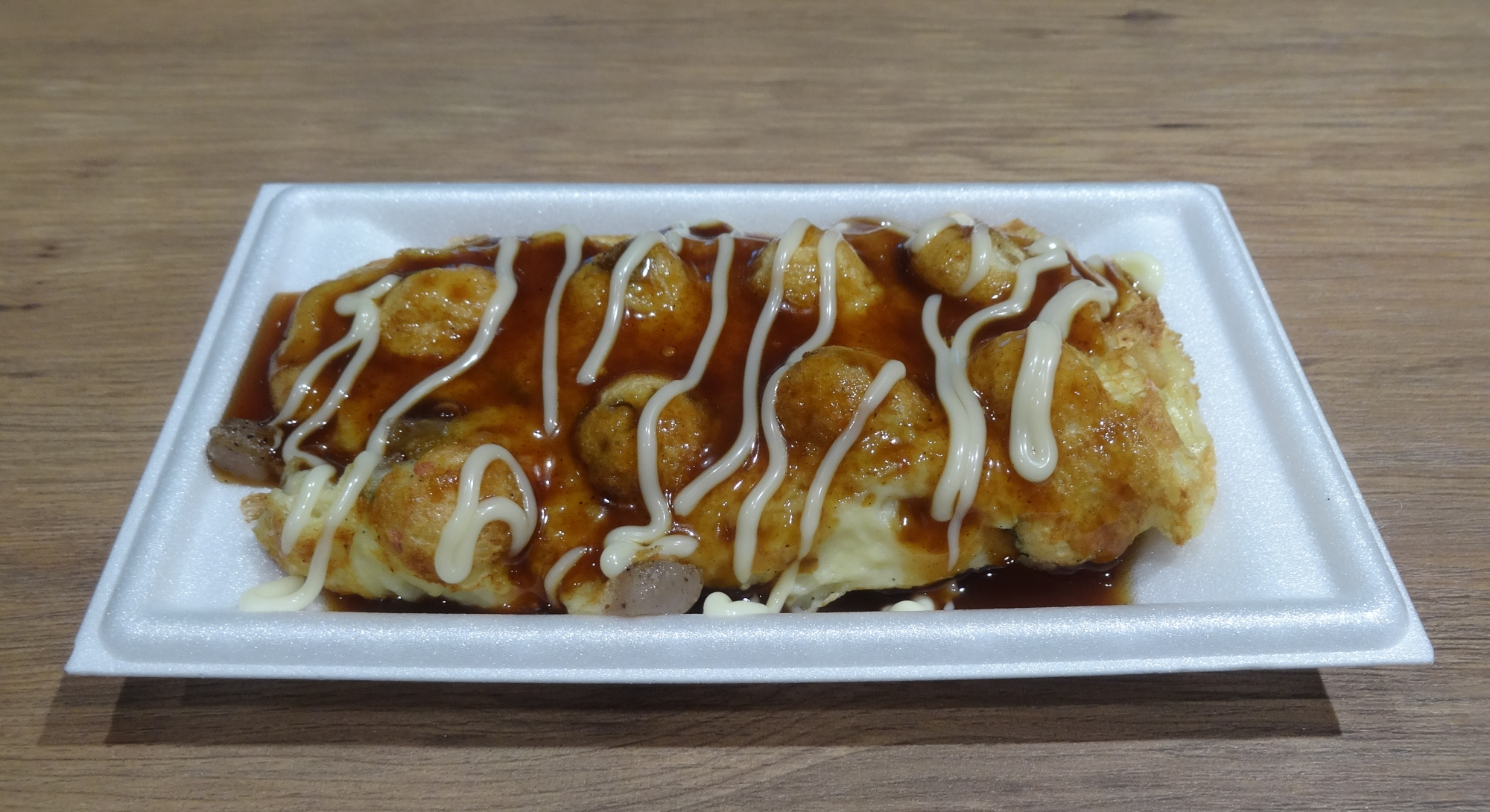
元祖ちょぼ焼本舗のちょぼ焼き

ちょぼ焼き（ちょぼやき）は、ラジオ焼き、たこ焼きの原型であり、地域によっては一銭焼き（一銭洋食・一銭定食等とも言う）を一括りにした呼称として用いられている。そのルーツから、現在におけるもんじゃ焼きやお好み焼き、たこ焼き等と類似する。

## 概要
水で溶いた小麦粉を半円に窪んだ物が並んだ銅板に流し、そこにコンニャク、紅しょうが、えんどう豆の他に醤油を入れたりねぎや鰹節をまぶしたりしたものを、上下2段になった箱型のカンテキ（七輪）で焼いたもの。
大正から昭和初期のおやつ的存在で、特に女児に人気がありやきやきともいわれた。子供たちが集まっては各家庭でつくっていた。型のくぼんだ所だけではなく、一面（べた）にうどん粉をひいて作ったものをべた焼きという言い方もある。
ちょぼとは、サイコロの目に似ている印や、点などの小さく丸いものをチョボやポチと言うことからきたとされる。
なお、熊本の「福田流ちょぼ焼き」は中身が焼きそばを使用する。本項目のちょぼ焼きとは異なる点が多い。

## ギャラリー

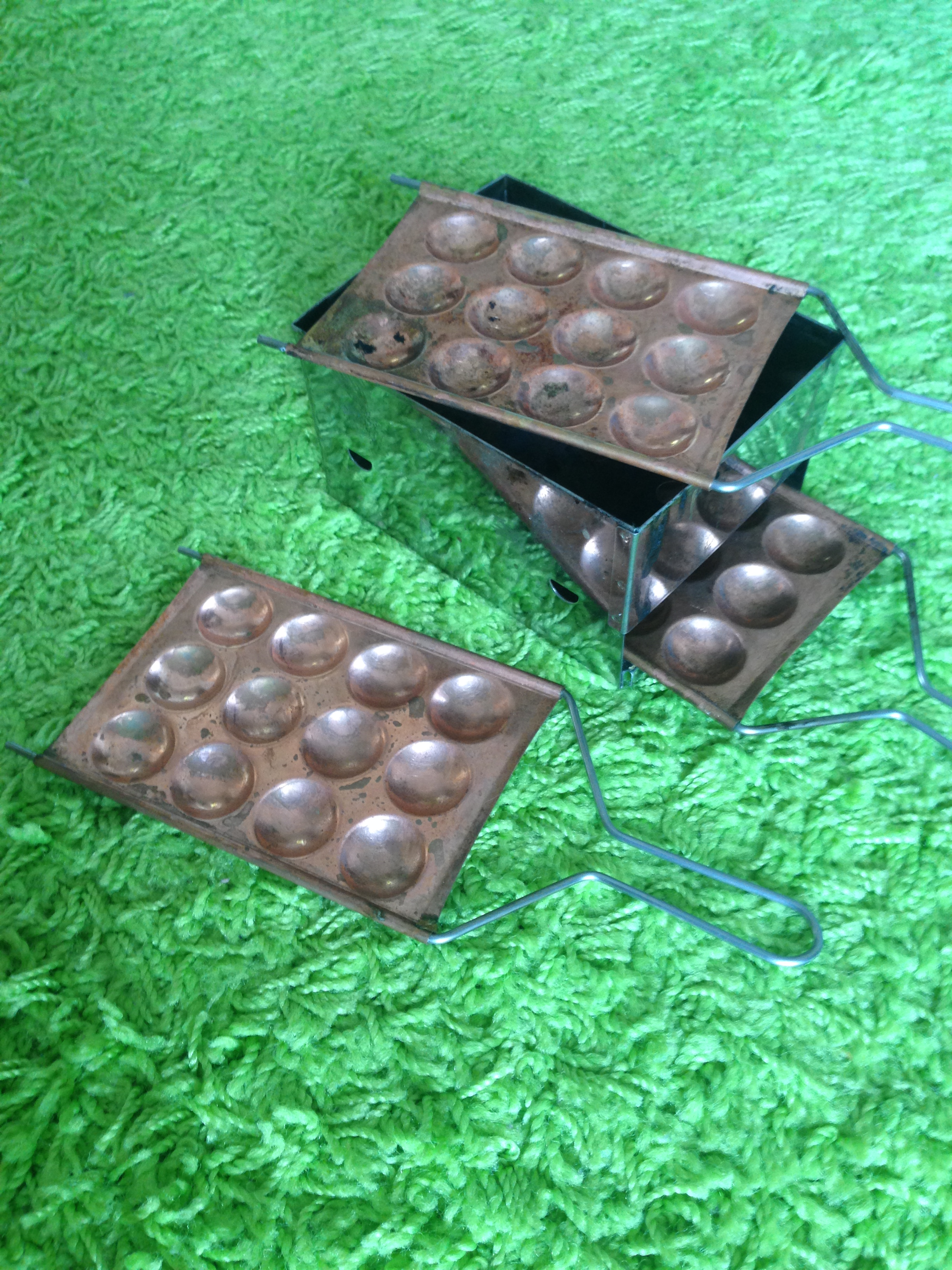
ちょぼ焼き器一式